# Rhys Williams (Fußballspieler, 1988)
Rhys Anthony Williams (* 14. Juli 1988 in Perth) ist ein australisch-walisischer Fußballspieler.

## Vereinskarriere
Williams, der als Sohn eines britischen Vaters und einer indischen Mutter im australischen Perth geboren wurde, erhielt seine fußballerische Ausbildung beim in Perth ansässigen Klub ECU Joondalup. 16-jährig zog er zu seinem Vater nach England und absolvierte bei Aston Villa und Leicester City Probetrainings, bevor er 2005 beim FC Middlesbrough aufgenommen wurde. 2007 unterschrieb er seinen ersten Profivertrag und kam im August 2008 in der 2. Runde des League Cups gegen Yeovil Town zu seinem Pflichtspieldebüt für Middlesbrough. Im Januar 2009 wollte der Zweitligist FC Burnley Williams für die restliche Saison ausleihen, da Middlesbrough aber auf eine Rückholoption für den vielseitig einsetzbaren Spieler bestand, kam nur ein so genannter „emergency loan“ (auf Deutsch etwa Notfallausleihe) zustande, der auf 93 Tage begrenzt ist und nicht verlängert werden kann. Williams etablierte sich bei Burnley schnell als Leistungsträger und kam in den folgenden Monaten zumeist als rechter Verteidiger zu 17 Einsätzen. Die Leihzeit endete genau nach dem letzten Spieltag der regulären Saison, eine Ausnahme zur Verlängerung des Leihgeschäfts für die Aufstiegs-Play-offs wurde von der Ligaleitung abgelehnt. Während sich Burnley in den Play-offs auch ohne Williams durchsetzte, ging der FC Middlesbrough den umgekehrten Weg und stieg aus der Premier League als Tabellenvorletzter ab. Im Sommer 2016 wechselte er in seine Geburtsstadt zu Perth Glory, wo er am 8. Oktober 2016 sein Debüt in der A-League Men gegen die Central Coast Mariners (3:3). Insgesamt kam er bei Perth zu 15 torlosen Einsätzen. Nach einem Jahr wechselte er zu Melbourne Victoryin die A-League. Er bestritt 24 Ligaspiele und erzielte ein Tor. Wiederum ein Jahr später verließ er Australien und wechselte nach Saudi-Arabien zu Al-Qadisiyah in die Saudi Professional League.

## Nationalmannschaft
Williams kam zwischen 2007 und 2009 insgesamt zehnmal in der walisischen U-21-Nationalmannschaft zum Einsatz, für die er durch seinen aus Wales stammenden Großvater spielberechtigt war. In der Qualifikation für die U-21-EM 2009 platzierte er sich mit dem Team in der Gruppenphase vor den favorisierten Mannschaften aus Frankreich und Rumänien, beim Aus in der Play-off-Runde gegen den Rivalen England stand er nicht im Aufgebot. Nach mehreren Berufungen in die walisische A-Nationalmannschaft, bei denen Williams nicht eingesetzt wurde, entschied er sich im März 2009 zukünftig für sein Geburtsland Australien aufzulaufen und beantragte bei der FIFA die Freigabe für Australien. Im letzten Gruppenspiel der WM-Qualifikation 2010 gegen Japan gab Williams sein Länderspieldebüt für die australische Nationalelf.
Von Nationaltrainer Pim Verbeek wurde Williams in das vorläufige australische Aufgebot für die Weltmeisterschaft 2010 in Südafrika berufen, verpasste allerdings die Nominierung in das endgültige Aufgebot wegen einer seit längerer Zeit bestehenden Schambeinentzündung, die keine volle Belastung zuließ. Die Behandlung dieser Verletzung verlief nach Meinung Verbeeks bei Middlesbrough nicht korrekt, da der Spieler von Vereinstrainer Gordon Strachan unter Einsatz von schmerzstillenden Spritzen wochenlang weiterhin aufgestellt wurde.